# Mario & Wario
Mario & Wario (マリオとワリオ) é um jogo eletrônico de quebra-cabeça lançado para a Super Nintendo em 1993 pela Nintendo. O jogo foi desenvolvido pela Game Freak, sendo notável pelo seu uso do Super NES Mouse. Apesar do jogo ter sido lançado apenas no Japão, é inteiramente em inglês.

## Recepção
Jon Thompson do Allgame pontuou Mario & Wario com 4 de 5 estrelas, elogiando os gráficos coloridos e chamando a jogabilidade de "divertida, sendo rápida o suficiente para mantê-lo constantemente ocupado, sem recorrer a ser rápido e quase impossível mais do que um par de vezes."